# Aschbach (Wald-Michelbach)
Aschbach ist ein Ortsteil der Gemeinde Wald-Michelbach im südhessischen Landkreis Bergstraße.

## Geographie
Aschbach liegt auf 360 m ü. NHN im Osten des Gemeindegebiets von Wald-Michelbach im Buntsandstein-Odenwald auf der Ostseite des Ulfenbachs, der nach Süden dem Neckar zufließt, ca. 17 km südöstlich von Heppenheim und 2 km östlich der Gemeindeverwaltung in Wald-Michelbach. Das Gebiet des Ortsteils besteht aus der Gemarkung Aschbach mit einer Fläche von 469 Hektar, davon sind 372 Hektar Wald. Die Ortslage befindet sich auf 325 bis 450 m ü. NHN und der höchsten Erhebungen sind der 482 m hohe Taubenberg im Süden der Gemarkung und dem 540 m hohe Meisenberg im Norden der Gemarkung. Zur Kerngemeinde Wald-Michelbach ist es nicht weit nach Südwesten. Beide Orte sind fast zusammengewachsen. Die östlich von Aschbach steil ansteigenden Talhänge sind dicht bewaldet. Das Waldgebiet erstreckt sich zwischen dem Meisenberg im Norden und dem Bocksberg im Süden bis Dürr-Ellenbach, dem Weiler, von dem nur noch ein Forsthaus zeugt. Hinter Dürr-Ellenbach endet die Gemarkung auf dem Höhenzug von Zigeunerdelle, Taubenberg und Fichtelberg.
Die nächstgelegenen Ortschaften sind Hartenrod, Affolterbach und Olfen im Norden, Falken-Gesäß im Osten, Raubach im Süden und die Kerngemeinde Wald-Michelbach im Westen. Durch den Ort verläuft die Landesstraße 3105, die im Reichelsheimer Gemeindegebiet von der Bundesstraße 38 nach Süden abzweigt, die B 460 bei Weschnitz überquert und Aschbach erreicht, danach durch den südlichen Ausläufer Wald-Michelbachs führt und in Hirschhorn am Neckar endet.

## Geschichte

### Von den Anfängen bis zum 18. Jahrhundert
Aschbach entstand im Gebiet der ehemaligen Mark Heppenheim die einen Verwaltungsbezirk des Frankenreichs bezeichnete. Am 20. Januar 773 schenkte Karl der Große die Stadt Heppenheim nebst dem zugehörigen Bezirk, der ausgedehnten Mark Heppenheim, dem Reichskloster Lorsch.
Von hier wurde die Urbarmachung und Besiedlung des Gebietes betrieben. Der Blütezeit des Klosters Lorsch, in dessen Gebiet Aschbach lag, folgte im 11. und 12. Jahrhundert sein Niedergang. 1232 wurde Lorsch dem Erzbistum Mainz unterstellt.
Die erste Erwähnung des Ortes findet sich 1403 als Aspach im „Katzenelnbogischen Kopialbuch“, als Graf Johann von Katzenelnbogen dem Henne von Zwingenberg sein Eigentum »halb zu Aspach mit Korn- und Hafergülde zu Mannlehen« gab.
Aus dem Jahr 1431 ist überliefert, dass Asbach 9 Malter Korn an den Katzenelnbogischen Keller zu Urbach (Schloss Auerbach) zu liefern hatte. 1455 sind es dann 20 Malter, die auch noch 1518 an die Landgrafschaft Hessen als Katzenelnbogischer Erbe zu liefern waren.
Dagegen fiel der Mühlenzins der Mühle zu Aspach 1480 in Form von einem Malter Hafer an Kurmainz.
Für das Jahr 1568 ist belegt, dass Aschbach zum Kurmainzer „Amt Starkenburg“ und dort zur „Zent Abtsteinach“ zählt.
Zeit 1461 war das „Amt Starkenburg“ allerdings an die Kurpfalz wiedereinlöslich verpfändet. Im Verlauf der für Kurmainz verhängnisvollen Mainzer Stiftsfehde wurde das Amt Starkenburg an Kurpfalz wiedereinlöslich verpfändet und blieb anschließend für 160 Jahre pfälzisch. Pfalzgraf Friedrich ließ sich für seine Unterstützung von Erzbischof Dieter – im durch die Kurfürsten am 19. November 1461 geschlossenen „Weinheimer Bund“ – das „Amt Starkenburg“ verpfänden, wobei Kurmainz das Recht erhielt, das Pfand für 100.000 Pfund wieder einzulösen.
Die Gerichtsbarkeit über den Ort wurde durch die „Zent Abtsteinach“ ausgeübt. Innerhalb der Zent bildet Aschbach zusammen mit sechs weiteren Orten (Hartenrod, Gadern, Kocherbach, Dürr-Ellenbach, Lützelbach, Buchklingen) und neun Höfen in Wald-Michelbach das „Hartenroder Gericht“, ein gemeinsames Schultzengericht. Appellationsgericht und Oberhof waren das Zentgericht in Abtsteinach und bis 1782 der Oberhof in Heppenheim. Zwischenzeitlich wurde der Status des „Hartenroder Gerichts“ wohl aufgewertet, denn 1654 wurde von einem „Ganz Gericht“ berichtet.
In den Anfängen der Reformation sympathisierten die pfälzischen Herrscher offen mit dem lutherischen Glauben, aber erst unter Ottheinrich (Kurfürst von 1556 bis 1559) erfolgte der offizielle Übergang zur lutherischen Lehre. Danach wechselten seine Nachfolger und gezwungenermaßen auch die Bevölkerung mehrfach zwischen der lutherischen, reformierten und calvinistischen Religion.
Die Orte der „Zent Abtsteinach“ gehörten 1568 zur reformierten Pfarrei Waldmichelbach.
Als im Laufe des Dreißigjährigen Krieges (1618–1648) spanische Truppen der „Katholischen Liga“ die Region eroberten, wurde 1623 die Kurmainzer Herrschaft wieder hergestellt. Dadurch wurde die durch die Pfalzgrafen eingeführte Reformation weitgehend wieder rückgängig gemacht und die Bevölkerung musste wieder zum katholischen Glauben zurückkehren. Zwar zogen sich die spanischen Truppen nach 10 Jahren vor den anrückenden Schweden zurück aber nach der katastrophalen Niederlage der Evangelischen in der Nördlingen 1634 verließen auch die Schweden die Bergstraße und mit dem Schwedisch-Französischen Krieg begann ab 1635 das blutigste Kapitel des Dreißigjährigen Krieges. Aus der Region berichten die Chronisten aus jener Zeit: „Pest und Hunger wüten im Land und dezimieren die Bevölkerung, sodass die Dörfer öfters völlig leer stehen“. Mit dem Westfälischen Frieden von 1648 wurde die Einlösung der Pfandschaft endgültig festgeschrieben.
1658 lässt der Mainzer Erzbischof Johann Philipp von Schönborn in Ober-Abtsteinach eine dem heiligen Bonifatius geweihte Kirche errichten zu dessen Pfarrei 23 Orte gehören und die einzige Kirche der ganzen „Zent Abtsteinnach“ war und zum „Bergsträßer Landkapitel“ zählte.
Als es 1782 zu einer Umstrukturierung im Bereich des Kurmainzer Amtes Starkenburg kam, wurde der Bereich des Amtes in die vier untergeordnete Amtsvogteien Heppenheim, Bensheim, Lorsch und Fürth aufgeteilt und das Amt in Oberamt umbenannt.
Die Zente Fürth, Mörlenbach und Abtsteinach mit dem Gericht Hartenrod, zu dem Aschbach gehörte, wurden der Amtsvogtei Fürth unterstellt und musste ihre Befugnisse weitgehend abgeben. Zwar blieb die Zentordnung mit dem Zentschultheiß formal bestehen, dieser konnte jedoch nur noch die Anordnungen der übergeordneten Behörden (Oberamt Starkenburg, Unteramt Fürth) ausführen. Das „Oberamt Starkenburg“ gehörte verwaltungsmäßig zum „Unteren Erzstift“ des Kurfürstentums Mainz.

### Vom 19. Jahrhundert bis heute

#### Aschbach wird hessisch
Das ausgehende 18. und beginnende 19. Jahrhundert brachte Europa weitreichende Änderungen. Als Folge der Napoleonischen Kriege wurde bereits 1797 das „Linke Rheinufer“ und damit der linksrheinische Teil von Kurmainz durch Frankreich annektiert. In seiner letzten Sitzung verabschiedete im Februar 1803 der Immerwährende Reichstag in Regensburg den Reichsdeputationshauptschluss, der die Bestimmungen des Friedens von Luneville umsetzte, und die territorialen Verhältnisse im Heiligen Römischen Reich (Deutscher Nation) neu regelte. Dabei erhielt die Landgrafschaft Hessen-Darmstadt, als Ausgleich für verlorene rechtsrheinische Gebiete, unter anderem Teile der aufgelösten Fürstentümer Kurmainz, Kurpfalz und des Worms zugesprochen. Auch das Oberamt Starkenburg und mit ihm Aschbach kam an Hessen-Darmstadt. Dort wurde die „Amtsvogtei Fürth“ vorerst als hessisches Amt weitergeführt während das Oberamt Starkenburg 1805 aufgelöst wurde.
Die übergeordnete Verwaltungsbehörde war der „Regierungsbezirk Darmstadt“ der ab 1803 auch als „Fürstentum Starkenburg“ bezeichnet wurde.
In der Landgrafschaft Hessen-Darmstadt wurde mit Ausführungsverordnung vom 9. Dezember 1803 das Gerichtswesen neu organisiert. Für das Fürstentum Starkenburg wurde das „Hofgericht Darmstadt“ eingerichtet. Es war für normale bürgerliche Streitsachen Gericht der zweiten Instanz, für standesherrliche Familienrechtssachen und Kriminalfälle die erste Instanz. Übergeordnet war das Oberappellationsgericht Darmstadt. Die Rechtsprechung der ersten Instanz wurde durch die Ämter bzw. Standesherren vorgenommen. Damit hatten die Zente und die mit ihnen verbundenen Zentgerichte endgültig ihre Funktion eingebüßt.
Unter Druck Napoléons gründete sich 1806 der Rheinbund, dies geschah mit dem gleichzeitigen Reichsaustritt der Mitgliedsterritorien.
Dies führte am 6. August 1806 zur Niederlegung der Reichskrone, womit das alte Reich aufhörte zu bestehen.
Am 14. August 1806 erhob Napoleon die Landgrafschaft Hessen-Darmstadt, gegen den Beitritt zum Rheinbund und Stellung hoher Militärkontingente an Frankreich, zum Großherzogtum, andernfalls drohte er mit Invasion.
1812 wurde das ehemals Kurpfälzische Oberamt Lindenfels aufgeteilt und es entstand unter anderem das „Amt Waldmichelbach“, dessen Amtsbereich wurde auch Aschbach zugeordnet.
Konrad Dahl berichtet 1812 in seiner Historisch-topographisch-statistische Beschreibung des Fürstenthums Lorsch, oder Kirchengeschichte des Oberrheingaues über
Aschbach als Ort des „Hartenroder Gerichts“ der „Zent Abtsteinach“:

„Aschbach, ein Dorf von 7 Höfen (19 Häusern) 171 Selen. Von Hartenrod ist es ½ Stunde entfernt. In dem Orte sind 3 Mahlmühlen und 1 Eisenhammer.“

Nach der endgültigen Niederlage Napoléons regelte der Wiener Kongress 1814/15 auch die territorialen Verhältnisse für Hessen, daraufhin wurden 1816 im Großherzogtum Provinzen gebildet. Dabei wurde das vorher als „Fürstentum Starkenburg“ bezeichnete Gebiet, das aus den südlich des Mains gelegenen alten Hessischen und den ab 1803 hinzugekommenen rechtsrheinischen Territorien bestand, in „Provinz Starkenburg“ umbenannt.
Im Jahr 1814 wurde die Leibeigenschaft im Großherzogtum aufgehoben und es erhielt mit der am 17. Dezember 1820 eingeführten Verfassung des Großherzogtums Hessen eine konstitutionelle Monarchie, in der der Großherzog aber noch große Machtbefugnisse hatte. Die noch bestehenden standesherrlichen Rechte wie Niedere Gerichtsbarkeit, Zehnten, Grundzinsen und andere Gefälle blieben aber noch bis 1848 bestehen.
1821 wurden im Rahmen einer umfassenden Verwaltungsreform die Ämter in den Provinzen Starkenburg und Oberhessen des Großherzogtum aufgelöst und Landratsbezirke eingeführt, wobei Aschbach zum Landratsbezirk Lindenfels kam. Im Rahmen dieser Reform wurden auch Landgerichte geschaffen, die jetzt unabhängig von der Verwaltung waren. Die Landgerichtsbezirke entsprachen in ihrem Umfang den Landratsbezirken und für den Landratsbezirk Lindenfels war das Landgericht Fürth als Gericht erster Instanz zuständig. Diese Reform ordnete auch die Verwaltung auf Gemeindeebene neu. So war die Bürgermeisterei in Gadern auch für Aschbach (sowie Dürrellenbach und Hartenrod) zuständig. Entsprechend der Gemeindeverordnung vom 30. Juni 1821 wurden Schultheiße nicht mehr ernannt, sondern ein Ortsvorstand gewählt, der sich aus Bürgermeister, Beigeordneten und Gemeinderat zusammensetzte.
Die Statistisch-topographisch-historische Beschreibung des Großherzogthums Hessen berichtet 1829 über Aschbach:

„Aschbach (L. Bez. Lindenfels) kath. und reform. Filialdorf; liegt an dem Ulvenbach 3 1⁄4 St. von Lindenfels, hat 31 Häuser und 232 Einw., die bis auf 6 Luth. 17 Reform. alle katholisch sind. Man findet hier 2 Eisenhämmer, die aber wegen Mangel an Absatz nur schwach betrieben werden, 1 Papier und 1 Mahlmühle. Der Ort war mainzisch und kam 1802 an Hessen.“

1832 wurden die Verwaltungseinheiten weiter vergrößert und es wurden Kreise geschaffen. Nach der am 20. August 1832 bekanntgegebenen Neugliederung sollte es in Süd-Starkenburg künftig nur noch die Kreise Bensheim und Lindenfels geben; der Landratsbezirk von Heppenheim sollte in den Kreis Bensheim fallen. Noch vor dem Inkrafttreten der Verordnung zum 15. Oktober 1832 wurde diese aber dahingehend revidiert, dass statt des Kreises Lindenfels neben dem Kreis Bensheim der Kreis Heppenheim als zweiter Kreis gebildet wurde, zu dem jetzt Aschbach gehörte. 1842 wurde das Steuersystem im Großherzogtum reformiert und der Zehnte und die Grundrenten (Einnahmen aus Grundbesitz) wurden durch ein Steuersystem ersetzt, wie es in den Grundzügen heute noch existiert.
Im Neuestes und gründlichstes alphabetisches Lexicon der sämmtlichen Ortschaften der deutschen Bundesstaaten von 1845 finden sich folgender Eintrag:

„Aschbach. — Dorf am Ulvenbach, mit katholischer Pfarrkirche, hinsichtlich der Evangelischen zur Pfarre Waldmichelbach gehörig. — 31 H. 232 E. — Großherzogthum Hessen. — Provinz Starkenburg. — Kreis Heppenheim. — Landgericht Fürth. — Hofger. Darmstadt. — Das Dorf, 3 1/4 St. von Lindenfels, hat bis auf 6 Lutheraner und 17 Reformirte lauter katholische Einwohner. Man findet hier zwei Eisenhämmer, die aber wegen Mangel an Absatz nur schwach betrieben werden, und außerdem 1 Papier- und 1 Mahlmühle. Es war ehedem Mainzisch und ist im Jahre 1802 an Hessen abgetreten worden.“

Infolge der Märzrevolution 1848 wurden mit dem „Gesetz über die Verhältnisse der Standesherren und adeligen Gerichtsherren“ vom 15. April 1848 die standesherrlichen Sonderrechte endgültig aufgehoben.
Darüber hinaus wurden in den Provinzen, die Kreise und die Landratsbezirke des Großherzogtums am 31. Juli 1848 abgeschafft und durch „Regierungsbezirke“ ersetzt, wobei die bisherigen Kreise Bensheim und Heppenheim zum Regierungsbezirk Heppenheim vereinigt wurden. Bereits vier Jahre später, im Laufe der Reaktionsära, kehrte man aber zur Einteilung in Kreise zurück und Aschbach wurde Teil des neu geschaffenen Kreises Lindenfels.
Die im Dezember 1852 aufgenommenen Bevölkerungs- und Katasterlisten ergaben für Aschbach: Katholisches und reformatorisches Filialdorf mit 402 Einwohnern. Dazu gehören »1 Streichzündhölzer Fabrik, 1 Mahlmühle und 2 Eisenhämmer«. Die Gemarkung besteht aus 1002 Morgen, davon 239 Morgen Ackerland, 110 Morgen Wiesen und 632 Morgen Wald.
In den Statistiken des Großherzogtums Hessen werden, bezogen auf Dezember 1867, für das Filialdorf Aschbach mit eigener Bürgermeisterei, 39 Häuser, 286 Einwohnern, der Kreis Lindenfels, das Landgericht Fürth, die evangelische Pfarrei Wald-Michelbach mit dem Dekanat in Lindenfels und die katholische Pfarrei Wald-Michelbach des Dekanats Heppenheim, angegeben. Durch die Bürgermeisterei wurden außerdem der Ort Dürr-Ellenbach (3 Häuser, 27 Einw.), die Aschbacher Eisenhämmer (2 Häuser, 33 Einw.) und die Aschbacher Papiermühle und Streichholzfabrik (1 Haus, 9 Einw.) verwaltet.
1870 provoziert der preußische Ministerpräsident Otto von Bismarck durch die sogenannte Emser Depesche den Deutsch-Französischen Krieg, in dem das Großherzogtum Hessen als Mitglied des Norddeutschen Bundes an der Seite Preußens teilnahm. Noch vor dessen offiziellen Ende am 10. Mai 1871 traten die süddeutschen Staaten dem Norddeutschen Bund bei und am 1. Januar 1871 trat dessen neu Verfassung in Kraft, mit der er sich nun Deutsches Reich nannte.
Auf deutscher Seite forderte dieser Krieg ca. 41.000 Tote. Mit dem Reichsmünzgesetz gab es Deutschland nur noch eine Währung, die Mark mit 100 Pfennigen als Untereinheit.
Nachdem das Großherzogtum Hessen ab 1871 Teil des Deutschen Reiches war, wurden 1874 eine Reihe von Verwaltungsreformen beschlossen. So wurden die landesständige Geschäftsordnung sowie die Verwaltung der Kreise und Provinzen durch Kreis- und Provinzialtage geregelt. Die Neuregelung trat am 12. Juli 1874 in Kraft und verfügte auch die Auflösung der Kreise Lindenfels und Wimpfen und die Wiedereingliederung Aschbachs in den Kreis Heppenheim.

#### Zeit der Weltkriege
Am 1. August 1914 brach der Erste Weltkrieg aus und setzte im ganzen Deutschen Reich der positiven wirtschaftlichen Entwicklung ein Ende. Als nach der deutschen Niederlage am 11. November 1918 der Waffenstillstand unterschrieben wurde, hatte auch Aschbach viele Gefallene zu beklagen, während der Krieg insgesamt rund 17 Millionen Menschenopfer kostete.
Das Ende des Deutschen Kaiserreiches war damit besiegelt, und die unruhigen Zeiten der Weimarer Republik folgten. In der Zeit von 1921 bis 1930 wurden in Deutschland 566.500 Auswanderer gezählt, die versuchten, den schwierigen Verhältnissen in Deutschland zu entfliehen.
Im Jahr 1927 wurde Gemarkungsgröße mit 250,2 ha angegeben.
Am 30. Januar 1933 wurde Adolf Hitler Reichskanzler, was das Ende der Weimarer Republik und den Beginn der Nationalsozialistischen Diktatur bedeutete.
Die hessischen Provinzen Starkenburg, Rheinhessen und Oberhessen wurden 1937 nach der 1936 erfolgten Auflösung der Provinzial- und Kreistage aufgehoben. Zum 1. November 1938 trat dann eine umfassende Gebietsreform auf Kreisebene in Kraft. In der ehemaligen Provinz Starkenburg war der Kreis Bensheim besonders betroffen, da er aufgelöst und zum größten Teil dem Kreis Heppenheim zugeschlagen wurde. Der Kreis Heppenheim übernahm auch die Rechtsnachfolge des Kreises Bensheim und erhielt den neuen Namen Landkreis Bergstraße.
1935 wurde die katholische Kirche erbaut und am 1. April 1939 wurde die Gemeinde Dürr-Ellenbach in die Gemeinde Aschbach eingegliedert. Auch die Gemarkung ging als Flur 5 in der Gemarkung Aschbach auf.
Am 1. September 1939 begann mit dem Einmarsch deutscher Truppen in Polen der Zweite Weltkrieg, der in seinen Auswirkungen noch weit dramatischer war als der Erste Weltkrieg und dessen Opferzahl auf 60 bis 70 Millionen Menschen geschätzt werden.
In der Endphase des Zweiten Weltkrieges in Europa erreichen die amerikanischen Verbände Mitte März 1945 den Rhein zwischen Mainz und Mannheim. Am 22. März überquerte die 3. US-Armee bei Oppenheim den Rhein und besetzte am 25. März Darmstadt. In den ersten Stunden des 26. März 1945 überquerten amerikanische Einheiten bei Hamm und südlich von Worms den Rhein von wo sie auf breiter Front gegen die Bergstraße vorrücken. Am 27. März standen die amerikanischen Truppen in Lorsch, Bensheim und Heppenheim und einen Tag später waren Aschaffenburg am Main sowie der westliche und nördlichen Teil des Odenwaldes besetzt. Der Krieg in Europa endete mit der bedingungslosen Kapitulation aller deutschen Truppen, die am 8. Mai 1945 um 23:01 Uhr mitteleuropäischer Zeit in Kraft trat.
Das Großherzogtum Hessen war von 1815 bis 1866 ein Mitgliedsstaat des Deutschen Bundes und danach ein Bundesstaat des Deutschen Reiches. Es bestand bis 1919, nach dem Ersten Weltkrieg wurde das Großherzogtum zum republikanisch verfassten Volksstaat Hessen. 1945 nach Ende des Zweiten Weltkriegs befand sich das Gebiet des heutigen Hessen in der amerikanischen Besatzungszone und durch Weisung der Militärregierung entstand Groß-Hessen, aus dem das Bundesland Hessen in seinen heutigen Grenzen hervorging.

#### Nachkriegszeit und Gegenwart
Wie die Einwohnerzahlen von 1939 bis 1950 zeigen hatte auch Aschbach viele Flüchtlinge und Vertriebene aus den ehemaligen deutschen Ostgebieten zu verkraften.
Im Jahr 1961 wurde die Gemarkungsgröße mit 470 ha angegeben, davon waren 372 ha Wald.
Im Zuge der Gebietsreform in Hessen wurde die bis dahin selbständige Gemeinde Aschbach zum 1. Oktober 1971 auf freiwilliger Basis in die Gemeinde Wald-Michelbach eingemeindet. Für Aschbach wurde ein Ortsbezirk eingerichtet.

### Gerichtszugehörigkeit in Hessen
Für Rechtsprechung der ersten Instanz war anfangs das Amt Fürth und ab 1813 das neu gebildete Justizamt in Fürth zuständig. Das Hofgericht Darmstadt war für normale bürgerliche Streitsachen Gericht der zweiten Instanz, für standesherrliche Familienrechtssachen und Kriminalfälle die erste Instanz. Übergeordnet war das Oberappellationsgericht Darmstadt.
Mit Einrichtung der Landgerichte im Großherzogtum Hessen war ab 1821 das Landgericht Fürth das Gericht erster Instanz. 1853 wurde daraus ein neuer Landgerichtsbezirk ausgegliedert, das Landgericht Waldmichelbach, zu dem auch Aschbach gehörte.
Anlässlich der Einführung des Gerichtsverfassungsgesetzes mit Wirkung vom 1. Oktober 1879, infolge derer die bisherigen großherzoglich hessischen Landgerichte durch Amtsgerichte an gleicher Stelle ersetzt wurden, während die neu geschaffenen Landgerichte nun als Obergerichte fungierten, wurde nun das Amtsgericht Wald-Michelbach im Bezirk des Landgerichts Darmstadt zuständig.
1943 wurde der Amtsgerichtsbezirk Wald-Michelbach kriegsbedingt vorübergehend aufgelöst, dem Amtsgericht Fürth zugeordnet und dort als Zweigstelle geführt, was nach dem Krieg wieder rückgängig gemacht wurde. Zum 1. Juli 1968 wurde dann das Amtsgericht Wald-Michelbach aufgelöst, womit Aschbach in die Zuständigkeit des Amtsgerichts Fürth kam.

### Verwaltungsgeschichte im Überblick
Die folgende Liste zeigt die Staaten und Verwaltungseinheiten, denen Aschbach angehört(e):
- vor 1782: Heiliges Römisches Reich, Kurfürstentum Mainz, Amt Starkenburg (1461–1650 an Kurpfalz verpfändet), Zent Abtsteinach, Gericht Hartenrod
- ab 1782: Heiliges Römisches Reich, Kurfürstentum Mainz, Unteres Erzstift, Oberamt Starkenburg, Amtsvogtei Fürth, Gericht Hartenrod
- ab 1803: Heiliges Römisches Reich, Landgrafschaft Hessen-Darmstadt,[Anm. 2] Fürstentum Starkenburg, Amt Fürth
- ab 1806: Großherzogtum Hessen,[Anm. 3] Fürstentum Starkenburg, Amt Fürth
- ab 1812: Großherzogtum Hessen, Fürstentum Starkenburg, Amt Waldmichelbach
- ab 1815: Großherzogtum Hessen[Anm. 4], Provinz Starkenburg, Amt Waldmichelbach
- ab 1821: Großherzogtum Hessen, Provinz Starkenburg, Landratsbezirk Lindenfels[Anm. 5]
- ab 1832: Großherzogtum Hessen, Provinz Starkenburg, Kreis Heppenheim
- ab 1848: Großherzogtum Hessen, Regierungsbezirk Heppenheim
- ab 1852: Großherzogtum Hessen, Provinz Starkenburg, Kreis Lindenfels
- ab 1874: Großherzogtum Hessen, Provinz Starkenburg, Kreis Heppenheim
- ab 1871: Deutsches Reich,[Anm. 6] Großherzogtum Hessen, Provinz Starkenburg, Kreis Heppenheim
- ab 1918: Deutsches Reich, Volksstaat Hessen,[Anm. 7] Provinz Starkenburg, Kreis Heppenheim
- ab 1938: Deutsches Reich, Volksstaat Hessen, Landkreis Bergstraße[25][Anm. 8]
- am 1. April 1939 Eingliederung der Gemeinde Dürr-Ellenbach
- ab 1945: Amerikanische Besatzungszone,[Anm. 9] Groß-Hessen, Regierungsbezirk Darmstadt, Landkreis Bergstraße
- ab 1946: Amerikanische Besatzungszone, Land Hessen, Regierungsbezirk Darmstadt, Landkreis Bergstraße
- ab 1949: Bundesrepublik Deutschland, Land Hessen, Regierungsbezirk Darmstadt, Landkreis Bergstraße
- ab 1971: Bundesrepublik Deutschland, Hessen, Regierungsbezirk Darmstadt, Landkreis Bergstraße, Gemeinde Wald-Michelbach[Anm. 10]

## Bevölkerung

### Einwohnerstruktur 2011
Nach den Erhebungen des Zensus 2011 lebten am Stichtag dem 9. Mai 2011 in Aschbach 1077 Einwohner. Darunter waren 81 (7,5 %) Ausländer.
Nach dem Lebensalter waren 174 Einwohner unter 18 Jahren, 459 waren zwischen 18 und 49, 246 zwischen 50 und 64 und 198 Einwohner waren älter.
Die Einwohner lebten in 450 Haushalten. Davon waren 117 Singlehaushalte, 138 Paare ohne Kinder und 144 Paare mit Kindern, sowie 45 Alleinerziehende und 3 Wohngemeinschaften. In 96 Haushalten lebten ausschließlich Senioren und in 309 Haushaltungen leben keine Senioren.
Im Jahr 1961 wurden 112 evangelische  (13,59 %) und 701 katholische (85,07 %) Christen gezählt.

### Einwohnerentwicklung
| Aschbach: Einwohnerzahlen von 1829 bis 2023 | Aschbach: Einwohnerzahlen von 1829 bis 2023 | Aschbach: Einwohnerzahlen von 1829 bis 2023 | Aschbach: Einwohnerzahlen von 1829 bis 2023 | Aschbach: Einwohnerzahlen von 1829 bis 2023 |
| --- | ------------------------------------------- | ------------------------------------------- | ------------------------------------------- | ------------------------------------------- |
| Jahr |                                             |                                             |                                             | Einwohner                                   |
| 1829 | 1829                                        |                                             | 232                                         | 232                                         |
| 1834 | 1834                                        |                                             | 334                                         | 334                                         |
| 1840 | 1840                                        |                                             | 352                                         | 352                                         |
| 1846 | 1846                                        |                                             | 416                                         | 416                                         |
| 1852 | 1852                                        |                                             | 447                                         | 447                                         |
| 1858 | 1858                                        |                                             | 427                                         | 427                                         |
| 1864 | 1864                                        |                                             | 360                                         | 360                                         |
| 1871 | 1871                                        |                                             | 336                                         | 336                                         |
| 1875 | 1875                                        |                                             | 306                                         | 306                                         |
| 1885 | 1885                                        |                                             | 336                                         | 336                                         |
| 1895 | 1895                                        |                                             | 306                                         | 306                                         |
| 1905 | 1905                                        |                                             | 366                                         | 366                                         |
| 1910 | 1910                                        |                                             | 391                                         | 391                                         |
| 1925 | 1925                                        |                                             | 433                                         | 433                                         |
| 1939 | 1939                                        |                                             | 567                                         | 567                                         |
| 1946 | 1946                                        |                                             | 704                                         | 704                                         |
| 1950 | 1950                                        |                                             | 714                                         | 714                                         |
| 1956 | 1956                                        |                                             | 774                                         | 774                                         |
| 1961 | 1961                                        |                                             | 824                                         | 824                                         |
| 1967 | 1967                                        |                                             | 962                                         | 962                                         |
| 1970 | 1970                                        |                                             | 961                                         | 961                                         |
| 1980 | 1980                                        |                                             | ?                                           | ?                                           |
| 1990 | 1990                                        |                                             | ?                                           | ?                                           |
| 2005 | 2005                                        |                                             | 1.235                                       | 1.235                                       |
| 2011 | 2011                                        |                                             | 1.077                                       | 1.077                                       |
| 2015 | 2015                                        |                                             | 1.199                                       | 1.199                                       |
| 2020 | 2020                                        |                                             | 1.161                                       | 1.161                                       |
| 2023 | 2023                                        |                                             | 1.170                                       | 1.170                                       |
| Datenquelle: Historisches Gemeindeverzeichnis für Hessen: Die Bevölkerung der Gemeinden 1834 bis 1967. Wiesbaden: Hessisches Statistisches Landesamt, 1968. Weitere Quellen: LAGIS; nach 1970: Gemeinde Wald-Michelbach; Zensus 2011 |                                             |                                             |                                             |                                             |

## Politik

### Ortsbeirat
Für Aschbach besteht ein Ortsbezirk (Gebiete der ehemaligen Gemeinde Aschbach) mit Ortsbeirat und Ortsvorsteher, nach Maßgabe der §§ 81 und 82 HGO und des Kommunalwahlgesetzes in der jeweils gültigen Fassung gebildet. Der Ortsbeirat besteht aus fünf Mitgliedern. Bei den Kommunalwahlen in Hessen 2021 betrug die Wahlbeteiligung zum Ortsbeirat Aschbach 49,2 %. Alle Kandidaten gehörten der Aschbacher Liste an. Der Ortsbeirat wählte Thomas Heiligenthal zum Ortsvorsteher.

### Wappen
Am 23. Juni 1967 wurde der Gemeinde Aschbach ein Wappen verliehen.
Blasonierung: „In dem von Gold und Blau im Wellenschnitt gespaltenen Schild rechts drei schwarze, nach unten abgewinkelte Hämmer, links übereinander drei achtspeichige silberne Mühlräder.“

## Wirtschaft und Infrastruktur

### Öffentliche Einrichtungen
- In Aschbach gibt es einen Sportplatz, zwei Tennisplätze und eine Mehrzweckhalle.
- Für die Jüngsten gibt es einen zweigruppigen katholischen Kindergarten.
- Ökologischer Lehrpfad mitten im Ort im Rahmen des Geo-Naturpark Bergstraße-Odenwald.

### Verkehr
Durch Aschbach verläuft die Landesstraße 3105, die entlang des Ulfenbachs von Grasellenbach und Affolterbach im Norden kommend nach Ober-Schönmattenwag, Unter-Schönmattenwag, Heddesbach und Hirschhorn (Neckar) im Süden führt, wo der Talbach sich mit einem anderen Odenwaldbach zum nur mehr kurzen Neckarzufluss Laxbach vereint. Früher war Aschbach Station der Überwaldbahn.